# Munisalva
Las munisalvas son un sistema de munición considerado como arma de aire. Fue inventado en México en la década de los 60s. Se les conoce como munisalvas debido a que cuando se inventó este sistema, se usó como proyectil una posta o BB de plomo, que también es conocido como “munición”. Por lo cual se usó el prefijo “muni” de munición, unido a la palabra salva. (munición + salva = munisalva).

## Diseño y desarrollo
El sistema fue inventado por el señor Alfonso Ruiz Cabañas en la década de 1960. Tras varios intentos e investigaciones, había descubierto que al combinar una salva y una munición de plomo calibre 4,5 mm se lograban estupendos resultados en precisión y potencia. Básicamente se había creado una nueva categoría entre las armas, que se encuentra situada entre los fusiles de aire más potentes.

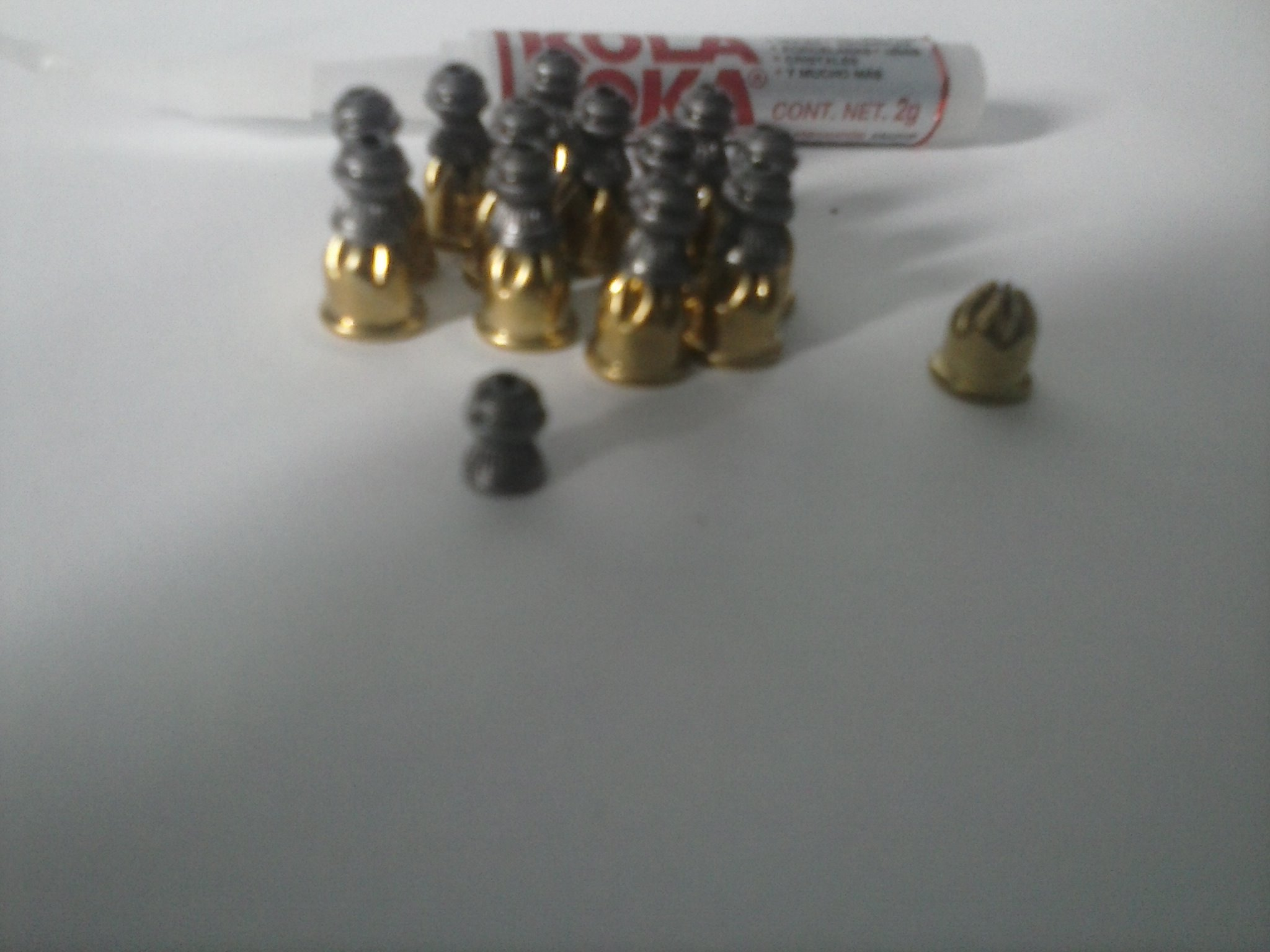
Munisalvas unidas con pegamento industrial

Se considera munisalva solo a la combinación de una salva calibre .22 de fulminante de mercurio en lugar de pólvora y un proyectil calibre 4,5 mm, ya sea diabolo (pellet) o posta (BB). Este sistema solo se fabrica en México; posiblemente los mayores competidores para este sistema son los Flobert que se fabrican en Europa, como el 4 mm Randz Court, 4 mm Randz Long y 6 mm Flobert.

## Munisalvas vs Flobert
Las munisalvas tienen muchas desventajas sobre el sistema Flobert, a pesar de que ambas están casi reguladas como armas de aire, puesto que ambas producen una energía de impacto inferior a 30 joules. Una de las desventajas claras de las munisalvas es que vienen separados el proyectil de la vaina, lo cual implica que se recargue en más tiempo, característica que no tiene ningún cartucho del sistema Flobert. Pero eso se resuelve uniendo el proyectil y la salva con pegamento extrafuerte, lo cual no es muy recomendable porque se supone que se reduciría la potencia, aunque eso no está comprobado.
Otra desventaja de las munisalvas es que todas las armas diseñadas para este sistema son monotiro, mientras que hay revólveres de varios tiros que usan el sistema Flobert.
A pesar de ello, tienen la ventaja de tener un uso más sencillo como armas de fogueo, por la misma razón en que se separan el proyectil y la salva. Existen pistolas que usan solo salvas, pero son únicamente de fogueo, a estas no se les considera munisalvas.

### Comparación de medidas con otros cartuchos
| Munición          | Calibre (mm) | Diámetro de vaina (mm) | Longitud de vaina (mm) | Longitud total (mm) | Diámetro del rim (mm) | Grosor del rim (mm) |
| ----------------- | ------------ | ---------------------- | ---------------------- | ------------------- | --------------------- | ------------------- |
| 4 mm Randz Court  | 4,5          | 4,55                   | 6,1                    | 9                   | 5,9                   | 1                   |
| 4 mm Flobert Long | 4,5          | 4,55                   | 8,2                    | 10,8                | 5,9                   | 1                   |
| Munisalva         | 4,5          | 5,6                    | 6,3                    | 10,8                | 6,8                   | 1,1                 |

### Comparación de rendimiento con otros cartuchos
| Munición                               | peso en granos | peso en gramos | velocidad en m/s | energía de impacto en J |
| -------------------------------------- | -------------- | -------------- | ---------------- | ----------------------- |
| 4 mm Randz Court                       | 7,7            | 0,5            | 280              | 19,6                    |
| 4 mm Flobert Long                      | 7,7            | 0,5            | 300              | 22,5                    |
| Munisalva (posta de plomo 10,5 grains) | 10,5           | 0,68           | 275              | 25,7                    |

## Marco legal, mantenimiento y cuidado
Las munisalvas se consideran armas de aire por diversas razones:
- Las salvas no explotan, deflagran
- Usan fulminato de mercurio en lugar de pólvora
- El proyectil no está junto a la salva
- Usan proyectil de armas de aire
- Producen baja potencia o energía de impacto (inferior a 30 Joules)
- Son monotiro (de un solo tiro)
- Por tener un sistema similar a las armas de fuego, a las armas munisalvas se les debe dar el mismo mantenimiento que a una de fuego.
- Es ilegal convertir un arma de este tipo en arma de fuego por ejemplo, .22, además de que por ley el cañón debe tener un punto máximo de presión. Por lo tanto, si se intenta recalibrar el cañón, este llegará a su punto de fractura quedando inservible.
- Las armas de munisalva tienen un punto máximo de presión, por lo cual no se deben usar salvas industriales, ya que debilitarían severamente el cañón.
- Las armas de munisalva suelen acumular residuos de plomo, sobre todo de la parte trasera del cañón. Esos residuos se deben remover con un escobillón o una baqueta especiales.
- Las munisalvas al igual que todo tipo de arma tienen restricciones, pero por considerarse arma de aire ante la SEDENA en México, las únicas restricciones es el uso con responsabilidad.

## Variantes
En México existen dos empresas dedicadas a la fabricación de armas Munisalva: “Productos Mendoza” e “Industrias Cabañas”; y dos empresas dedicadas a la fabricación de salvas para este fin: “Industrias Tecnos (Águila)” y “Ci (Filial de CCI)”, de las que fabrican armas, cada una tiene su propio sistema. Por ejemplo, Cabañas usa un sistema de cerrojo monotiro, mientras Mendoza utiliza un sujetador/extractor de salva.

### Proyectiles
Aunque se puede usar cualquier posta de plomo o una que no dañe el anima, a cualquier diabolo que no dañe el anima siempre y cuando tenga la falda rellena, solo existen 4 tipos de proyectiles considerados como parte del sistema Munisalva:
- Balisalva Producido por Cabañas , con un peso de 5,4 granos, es un diabolo de acero cubierto con plástico rojo, debido a su punta dura, no se deforma fácilmente como el plomo, y debido a la cubierta plástica sin plomo, no emploma el cañón.

- Munisalva producido por Cabañas, es una posta o BB de plomo niquelado con un peso de 6.6 granos, si se usa en un rifle RC-30, alcanza 340 m/s, en cambio, si se usa en una pistola P-8, solo alcanza 320 m/s, el plomo es niquelado para no emplomar y al mismo tiempo no dañar el anima del cañón.

- Mendoza 2000 Express Son diabolos de punta hueca con falda rellena y líneas de presión, hechos de plomo, tienen un peso de 8 granos, debido a que el rayado del cañón es menor en un fusil M-990/991 que en una pistola PK-62-10 Buntline, logra mayores velocidades en la pistola, ya que en ella logra 275 m/s, mientras en un fusil M990 logra 260 m/s.

- Munición de plomo Es una posta o BB de plomo, tiene un peso de 10,5 granos, lo producen Mendoza y Águila con las mismas características, es decir, se comercializa como juego de salva con munición Mendoza o como juego de fulminantes Águila Ultrasonoro. Produce las mismas velocidades que el diabolo Mendoza 2000 Express en sus respectivas armas, por lo cual produce más energía de impacto.